# Henry Wriothesley, III conte di Southampton
Henry Wriothesley (Cowdray, 6 ottobre 1573 – 10 novembre 1624) fu il terzo conte di Southampton, secondo figlio di Henry Wriothesley, II conte di Southampton e di sua moglie Mary Browne.
Patrono del raffinato linguista di origini italiane John Florio, personalità di primo piano della cultura inglese dell'epoca e, soprattutto, di William Shakespeare, a lui furono dedicati i suoi due poemetti giovanili, Venere e Adone e Il ratto di Lucrezia, le uniche opere in cui compare una dedica di Shakespeare.
È stato identificato da molti studiosi come il misterioso fair youth a cui Shakespeare si rivolge nella prima parte della raccolta di sonetti e a cui si riferisce la sigla "Mr. W.H." posta da Thomas Thorpe nella prima edizione. Alcuni rimandano a lui la creazione di alcuni testi di Shakespeare.

## La dedica
Nel 1609 l'editore Thomas Thorpe diede alle stampe, senza il consenso dell'autore, una raccolta di sonetti di William Shakespeare, apponendo all'edizione quella che è stata definita "la dedica più enigmatica di tutta la letteratura inglese":
TO.THE.ONLIE.BEGETTER.OF.

THESE.INSUING.SONNETS.

Mr.W.H. ALL.HAPPINESSE.

AND.THAT.ETERNITIE.

PROMISED.

BY.

OVR.EVER-LIVING.POET.

WISHETH.

THE.WELL-WISHING.

ADVENTVRER.IN.

SETTING.

FORTH.

 - T.T.»
(Thomas Thorpe a (?) Henry Wriothesley, III conte di Southampton)
Molti critici hanno identificato il "Mr.W.H." con il terzo Conte di Southampton; se davvero fu lui il personaggio, bisogna pensare a un rovesciamento da parte di Thorpe delle iniziali del conte, per celare in parte l'identità del destinatario.

## La teoria del principe Tudor
Secondo la leggenda metropolitana conosciuta come teoria del principe Tudor (Prince Tudor theory) e ripresa nel film del 2011 Anonymous del regista Roland Emmerich: Edward de Vere, VII conte di Oxford e la Regina d'Inghilterra Elisabetta I sarebbero stati amanti e dalla loro relazione sarebbe nato Henry Wriothesly, in seguito divenuto III conte di Southampton. Il film di Emmerich si spinge persino oltre, andando ad ipotizzare che Edward fosse a sua volta figlio di Elisabetta, quindi i due, inconsapevolmente, avessero commesso incesto.
Secondo questa fascinosa ipotesi, la relazione tra Edward de Vere (23 anni alla nascita di Henry) e la Regina Elisabetta I (37 anni alla nascita di Henry) si consumò a corte in quegli anni. A sua volta all'età di 14 anni, la Regina, famosa per i suoi innumerevoli amanti, avrebbe concepito Edward con Thomas Seymour, I barone Seymour di Sudeley, a sua volta suo patrigno. Quindi Edward sarebbe stato suo figlio, fratellastro e amante, e di Henry la Regina sarebbe stata la madre, la zia e la nonna.